# 바크리 하산 살레
바크리 하산 살레(아랍어: بكري حسن صالح, 1949년 북부 주 동골라 ~ )는 수단의 군인, 정치인이다. 2017년 3월 2일부터 현재까지 수단의 총리를 역임하고 있다.

## 생애
동골라의 북쪽에 위치한 하피르메슈(Hafir Meshou) 마을 출신이며 1964년부터 1968년까지 동골라 중등학교에 재학했다. 1973년에는 수단 군사학교를 졸업하면서 육군 중위 계급을 받았다. 1985년부터 1987년까지, 1988년부터 1989년까지 수단 특수부대 사령관을 역임했고 1989년 6월에는 오마르 알바시르가 주도한 군사 쿠데타에 가담했다.
1990년부터 1995년까지 수단 안보부장을 역임했으며 1995년부터 1998년까지 수단 내무부 장관, 1998년부터 2000년까지 수단 대통령부 장관을 역임했다. 2000년부터 2005년까지 수단 국방부 장관을 역임했고 2005년부터 2013년까지 수단 대통령부 장관을 역임했다. 2013년 12월 8일에는 수단 제1부통령으로 임명되었고 2017년 3월 2일에는 수단의 총리로 임명되었다.